# Communauté de communes du Pays de Rémuzat
La communauté de communes du Pays de Rémuzat est une ancienne communauté de communes française, située dans le département de la Drôme en région Auvergne-Rhône-Alpes.

## Historique
Le schéma départemental de coopération intercommunale (SDCI) de 2011 prévoyait la fusion avec les communautés de communes des Hautes Baronnies, du Pays du Buis-les-Baronnies et du Val d'Eygues, en incluant les communes isolées de Pommerol, Ferrassières et Eygalayes (membre à l'époque de la communauté de communes du canton de Ribiers Val de Méouge). Il a fait l'objet de deux amendements :
- le premier, jugé « irrecevable », proposait le maintien des quatre communautés de communes précitées « tant que la procédure du parc naturel régional[Note 1] engagée sur le territoire n'est pas arrivée à son terme » ;
- le deuxième, adopté, proposait en plus, le rattachement de Pommerol à la CC du Pays de Rémuzat, Eygalayes à la CC des Hautes Baronnies et Ferrassières à la CC vauclusienne du Pays de Sault, devenue Ventoux Sud.

Pommerol a intégré la communauté de communes malgré un avis défavorable, et ce malgré une délibération favorable des conseils municipaux « sous réserve de l'avis de la commune » concernée. L'arrêté d'extension a été notifié le 17 octobre 2013.
En 2015, à la suite de la loi no 2015-991 du 7 août 2015 portant nouvelle organisation territoriale de la République (dite loi NOTRe), les communautés de communes doivent avoir une population municipale de 15 000 habitants pour se maintenir, avec des dérogations, sans descendre en dessous de 5 000 habitants. Celle du Pays de Rémuzat, comptant 950 habitants en 2012, ne peut plus se maintenir. Le schéma propose une fusion avec les communautés de communes des Hautes Baronnies, du Pays du Buis-les-Baronnies (moins Mollans-sur-Ouvèze) et du Val d'Eygues.
Cette fusion a été approuvée à l'adoption du SDCI en mars 2016.
Elle fusionne le 1er janvier 2017 avec les communautés de communes du Pays du Buis-les-Baronnies et  du Val d'Eygues pour former la communauté de communes des Baronnies en Drôme Provençale.

## Territoire communautaire

### Géographie
La communauté de communes est située au sud-est du département de la Drôme.

### Composition
La communauté de communes est composée des quatorze communes suivantes :
| Nom                  | Code Insee | Gentilé       | Superficie (km2) | Population (dernière pop. légale) | Densité (hab./km2) |
| -------------------- | ---------- | ------------- | ---------------- | --------------------------------- | ------------------ |
| Rémuzat (siège)      | 26264      | Rémuzatiens   | 16,78            | 334 (2014)                        | 20                 |
| La Charce            | 26075      | Charçois      | 9,43             | 33 (2014)                         | 3,5                |
| Chauvac-Laux-Montaux | 26091      | Chauvaquiers  | 24,24            | 44 (2014)                         | 1,8                |
| Cornillac            | 26104      | Cornillacois  | 19,44            | 82 (2014)                         | 4,2                |
| Cornillon-sur-l'Oule | 26105      | Cornillonais  | 14,55            | 71 (2014)                         | 4,9                |
| Lemps                | 26161      | Lempsois      | 16,04            | 45 (2014)                         | 2,8                |
| Montferrand-la-Fare  | 26199      | Ferrémontains | 11,24            | 32 (2014)                         | 2,8                |
| Montréal-les-Sources | 26209      | Montréalais   | 10,26            | 27 (2014)                         | 2,6                |
| Pelonne              | 26227      | Pelonnais     | 2,77             | 22 (2014)                         | 7,9                |
| Pommerol             | 26245      | Pommerolois   | 9,83             | 19 (2014)                         | 1,9                |
| Roussieux            | 26286      | Roussiérais   | 9,42             | 24 (2014)                         | 2,5                |
| Saint-May            | 26318      | Saint-Mayens  | 10,23            | 41 (2014)                         | 4                  |
| Verclause            | 26369      | Verclausiens  | 26,14            | 64 (2014)                         | 2,4                |
| Villeperdrix         | 26376      | Perdrissiens  | 26,15            | 112 (2014)                        | 4,3                |

### Démographie
| 1968 | 1975 | 1982 | 1990 | 1999 | 2008 | 2013 |
| ---- | ---- | ---- | ---- | ---- | ---- | ---- |
| 994  | 957  | 957  | 957  | 936  | 968  | 952  |

## Administration

### Siège
Le siège de la communauté de communes est situé à Rémuzat.

### Compétences
L'intercommunalité exerce des compétences qui lui sont déléguées par les communes membres.
- Développement économique : création, aménagement, entretien et gestion de zones d'activité économique, industrielle, tertiaire, artisanale ou touristique, actions de développement économique
- Aménagement de l'espace communautaire : schémas de cohérence territoriale et de secteur, études et programmation
- Environnement et cadre de vie : assainissement collectif et non collectif, collecte et traitement des déchets ménagers et assimilés
- Création, aménagement et entretien de la voirie
- Opération programmée d'amélioration de l'habitat

### Régime fiscal et budget
La communauté de communes applique la fiscalité additionnelle sans fiscalité professionnelle de zone et sans fiscalité professionnelle sur les éoliennes.
Elle affichait, en 2015, une dotation globale de fonctionnement (DGF) totale de 32 330 €, et un potentiel fiscal par habitant de 67,69 €,.
Le coefficient d'intégration fiscale s'élève à 0,403 939 €, supérieur à la moyenne nationale des communautés de communes à fiscalité additionnelle (0,317 873 €).